# Murad 3.
Murad 3. (osmannisk tyrkisk : مراد ثالث Murād-i s āli s, tyrkisk : III. Murat ) (født 4. juli 1546, død 16. januar 1595) var sultan for det Det Osmanniske Rige fra 1574 til sin død i 1595.

## Opvækst
Şehzade Murad blev født den 4. juli 1546, i Manisa som den ældste søn af Şehzade Selim og hans magtfulde hustru Nurbanu Sultan. Han fik en god uddannelse og lærte arabisk og persisk sprog. Efter sin ceremonielle omskæring i 1557 udnævnte Murads bedstefar, sultan Süleyman 1., ham til guvernør i Akşehir i 1558. I en alder af 18 år blev han udnævnt til sancakbeyi af Saruhan. Suleiman døde i 1566, da Murad var 20 år gammel, og Murads far blev den nye sultan, Selim 2. Selim 2. brød med traditionen ved kun at sende sin ældste søn ud af paladset for at styre en provins. Murad blev tildelt provinsen Manisa.:21–22 

## Regeringstid
Selim døde i 1574 og blev efterfulgt af Murad, som begyndte sin regeringstid ved at dræbe sine fem yngre brødre, der blev kvalt. Hans autoritet blev undermineret af påvirkninger fra sit harem - mere specifikt dem fra hans mor og senere af hans yndlingshustru Safiye Sultan, ofte til skade for storvisiren Sokollu Mehmed Pashas indflydelse på hoffet. Under Selim 2. var magten kun blevet opretholdt af den dygtige og magtfulde storvesir, Mehmed Sokollu, der forblev i embedet, indtil blev dræbt i oktober 1579. Under Murads regeringstid blev de nordlige grænser mod Habsburg-monarkiet forsvaret af den bosniske guvernør Hasan Predojević. Murad 3.’s regeringstid var præget af udmattende krige på imperiets vestlige og østlige fronter. Osmannerne led også nederlag i slag som eksempelvis slaget ved Sisak.

## Felttog til Marokko
Abd al-Malik blev et betroet medlem af den osmanniske elite under sit eksil. Han fremsatte forslag om at gøre Marokko til en osmannisk vasal til gengæld for Murad 3’s støtte til at hjælpe ham med at vinde Saadi-tronen.
Med en hær på 10.000 mænd, der for det meste var tyrkere, forlod Ramazan Pasha og Abd al-Malik Algier for at indsætte Abd al-Malik som en osmannisk vasalhersker over Marokko. Saadi-styrkerne blev besejret, Fez faldt først og derefter Marrakesh, hvorefter Abd al-Malik overtog styret over Marokko som vasal for osmannerne.
Abd al-Malik indgik en aftale med de osmanniske tropper ved at betale dem en stor mængde guld og sende dem tilbage til Algier, hvilket tyder på, at al-Maliks vasalstatus nok var mindre underordnet, end Murad 3. måske havde forventet. Murad 3.’s navn blev reciteret i fredagsbønnen og stemplet på mønter, der markerer de to traditionelle tegn på suverænitet i den islamiske verden. Abd al-Maliks regeringstid anses at være en periode, hvor Marokko var vasalstat til det osmanniske rige.

## Krig med safaviderne
Osmannerne havde levet fredeligt med det nærliggende konkurrerende Safaviderige siden 1555 i henhold til Amasya-traktaten, der i nogen tid havde bilagt grænsetvister. Men i 1577 erklærede Murad krig ved at starte den osmanniske-safavidiske krig (1578–90) og forsøgte at udnytte kaosset i Safavid-hoffet efter Shah Tahmasp 1.'s død. Krigen varede 12 år og sluttede med Konstantinopel-traktaten (1590), der resulterede i midlertidige betydelige territoriale gevinster for osmannerne.:198–199 
Murad forsøgte også at udforske Nordamerika og overvejede at kolonisere Amerika. Han opgav han senere alle disse ideer, da den spanske flåde reagerede med et flådeangreb på de osmanniske skibe, der forsøgte at udforske Nordamerika.

## Økonomien under Murad 3.
Murads regeringstid var en tid med økonomisk pres på den osmanniske stat. For at holde trit med skiftende militære teknikker uddannede osmannerne infanteristerne i brugen af skydevåben og betalte dem direkte fra statskassen. I 1580 havde en tilstrømning af sølv fra den nye verden forårsaget høj inflation og social uro, især blandt janitsharer og regeringsembedsmænd, der blev betalt i devalueret valuta. De resulterende oprør kombineret med presset fra overbefolkning blev især mærket i Anatolien.:24  Konkurrencen om stillinger inden for embedsværket voksede kraftigt, hvilket førte til udbredt bestikkelse og korruption. Osmanniske og Habsburg-kilder beskylder Murad selv for at acceptere enorme bestikkelser, herunder 20.000 dukater fra en statsmand i bytte for stillingen som guvernør i Tripoli og Tunesien.:35 
I løbet af hans regeringstid blev der oplevet kraftig inflation, og fødevarepriserne steg. Befolkningens købekraft blev halveret, hvilket førte til oprør. 

## Den engelske pagt
Talrige gesandter og breve blev udvekslet mellem Elizabeth I og Sultan Murad III. :39  I en korrespondance redegjorde Murad for, at islam og protestantisme havde "meget mere til fælles end hvad de hver især havde til fælles med romersk katolicisme, da begge afviser tilbedelse af afguder" og argumenterede for en alliance mellem England og Det osmanniske rige.:40  Til forfærdelse for det katolske Europa eksporterede England tin og bly og ammunition til Det osmanniske rige, og Elizabeth havde seriøse drøftelser om fælles militære operationer med Murad 3. under krigsudbruddet med Spanien i 1585, da Francis Walsingham talte for et direkte osmannisk militært engagement mod den fælles spanske fjende.:41  Dette diplomati blev videreført under Murads efterfølger Mehmet 3., både af sultanen og Safiye Sultan.

## Livet i paladset
Murad 3. fulgte sin far, Selim 2.’s eksempel og drog ikke rundt i riget, men forblev i Konstantinopel. I de sidste år af hans regeringstid forlod han end ikke Topkapi-paladset. I to på hinanden følgende år deltog han ikke i fredagsoptoget til den kejserlige moske - et hidtil uset brud på traditionen. Den osmanniske historiker Mustafa Selaniki skrev, at Murad ikke ønskede at gå ud til fredagsbønnen af frygt for at janitsharerne ville dræbe ham, når han forlod slottet. Murad trak sig tilbage fra sine undersåtter og tilbragte størstedelen af sin regeringstid i selskab med få mennesker og overholdt en daglig rutine struktureret af de fem daglige islamiske bønner.
Murads stillesiddende livsstil og manglende deltagelse i militære felttog gav ham misbilligelse fra Mustafa Âlî og Mustafa Selaniki, de store osmanniske historikere, der levede under hans regeringstid. Deres negative skildringer af Murad påvirkede senere historikere.:17–19  Begge historikere beskyldte også Murad for seksuel overdrivelse.

## Børn
Før han blev sultan, havde Murad været loyal over for Safiye Sultan, hans albanske konkubine, der havde givet ham en søn, Mehmed og to døtre. Hans monogami blev afvist af hans mor Nurbanu Sultan, der bekymrede sig for, at Murad havde brug for flere sønner for at efterfølge ham, hvis Mehmed døde ung. Hun bekymrede sig også for Safiyes indflydelse på sin søn og det osmanniske dynasti. Fem eller seks år efter hans tiltrædelse af tronen fik Murad af sin søster Ismihan et par konkubiner. Da han forsøgte at have samleje med dem, viste han sig impotent. ”Pilen [Murads] har [til trods for] at holde sig til sin skabte natur i mange gange [og] i mange dage ikke været i stand til at nå målet om union og fornøjelse,” skrev Mustafa Ali. Nurbanu beskyldte Safiyye og hendes vogtere for at forårsage Murads impotens med hekseri. Flere af Safiyes tjenere blev tortureret af eunukker for at finde den angivelige synder. Hoffets læger, der arbejdede under Nurbanus ordrer, fandt til sidst en vellykket kur, men en bivirkning var en drastisk forøgelse af den seksuelle appetit - da Murad døde, siges han at have fået over hundrede børn.:31–32  19 af disse blev henrettet af Mehmed 3., da han blev sultan.

## Hoffets eunukker
Før Murad havde paladsets eunukker for det meste været hvide. Dette begyndte at ændre sig i 1582, da Murad gav en vigtig position til en sort eunuk. I 1592 var eunukkernes rolle i slottet racemæssigt bestemt: sorte eunukker bevogtede sultanen og kvinderne, og hvide eunukker bevogtede de mandlige kvarterer i en anden del af paladset.  Den øverste sorte eunuk var kendt som Kislar-Aga, og den øverste hvide eunuk var kendt som Kapi Aga.

## Død
Murad døde af hvad der antages at være naturlige årsager i Topkapi-paladset og blev begravet i en grav ved siden af Hagia Sophia. I mausoleet er 54 sarkofager af sultanen, hans koner og børn, der også er begravet der. Murad 3. er også ansvarlig for at ændre gravskik for sultanernes mødre. Murad fik sin mor Nurbanu begravet ved siden af sin mand Selim 2., hvilket gjorde hende til den første gemalinde, der delte en sultans grav. :33–34 